# Ligne de Saint-Amand-les-Eaux à Blanc-Misseron
La ligne de Saint-Amand-les-Eaux à Blanc-Misseron est une ancienne ligne ferroviaire française à écartement standard. Elle reliait la gare de Saint-Amand-les-Eaux à celle de Blanc-Misseron. Elle a ouvert le 20 juillet 1875 et mesurait 20 kilomètres de longueur.
Elle constitue la ligne no 255 000 du réseau ferré national.

## Historique
La ligne est concédée à la Compagnie du chemin de fer de Lille à Valenciennes par une convention signée le 26 octobre 1871 entre le ministre des Travaux publics et la compagnie. La ligne est déclarée d'utilité publique, à titre d'intérêt général, à la même date par un décret qui approuve la convention. Dès le 7 mai 1876, les concession de la compagnie sont cédées à bail à la Compagnie du chemin de fer du Nord. La ligne est reprise définitivement par la Compagnie du chemin de fer du Nord selon les termes d'une convention signée entre le ministre des Travaux publics et la compagnie le 5 juin 1883. Cette convention est approuvée par une loi le 20 novembre suivant.